# Удревнение истории
Удревнение истории — коммеморативная практика, одно из основных направлений национальной историографии, отнесение начала истории этноса, страны, государственности, места, города, региона и др. к более раннему времени, чем следует из исторических источников. Создаваемая в результате конструкция отличается от реконструкции на основании известных источников. Удревнение истории может осуществляться при помощи как переинтерпретации подлинных исторических источников, так и фальсификации исторических источников. Существенную роль в удревнении истории играет интерпретация археологических данных.
Проблема периодизации исторических процессов получила в современной историографии дискуссионный характер. На мнения исследователей могут влиять их политические взгляды, культурные симпатии и политическая конъюнктура. Представителями исторических школ многих стран в рамках политической конъюнктуры предпринимаются попытки удревнения истории государственности своей страны.
Археологические данные могут служить опорой для соперничающих нарративов регионального прошлого и создают потенциальные «места памяти». Некоторые места археологических работ превращаются в музейные комплексы. В силу ограниченности ресурсов организация таких комплексов становится возможной в результате сложных взаимодействий между локальными мнемоническими акторами, что делает данную тематику значимой для региональной политики памяти.
Удревнение национальной истории создаёт проблемы и конфликты в межнациональных отношениях, затрудняет перспективы объективного исследования этногенеза и этнической истории, стимулирует национализм.

## История страны и этноса
Тенденция к удревнению истории «своих» народов является составной частью европейской романтической традиции. Удревнение национальной истории и поиск корней среди древних цивилизаций составляют характерные особенности этнического историзма. В рамках этнонационального дискурса существует ряд коммеморативных практик, включая удревнение этнической культуры, идентификацию «своего» этноса с местными археологическими культурами, расширение этнополитических границ в территориальном и временном масштабах. Удревнение истории «своего» народа и завышение уровня его стадиального развития являются одними из основных направлений национальной историографии. Удревнение истории может включать апелляцию к «золотому веку» народа, который помещается в глубокую древность.
Исторический образ нации-государства составлен из различных компонентов, включая происхождение и становление, национальную гордость, национальный характер. Нарратив о коллективной личности-нации в той или иной мере основывается на иррациональных установках массового сознания. Французский историк Пьер Hopa писал, что национальная история это «практически мифологическая история». «Принцип её и динамизм состояли в том, чтобы выбирать из прошлого только те факты, которые объясняют развитие „нации“». Национальные истории характеризуются тенденциозностью и ангажированностью уже начиная с вопроса о происхождении нации. Такая версия конструирует для народа древнюю историю, включая в свой нарратив в числе прочего и мифы. Конструирование «начала» этноса часто основано на теориях его особого происхождения. Поиск этнических «корней» проводится на некоторой территории или с опорой на этническую истории. Во всех случаях авторы стремятся к максимальному удлинению исторического прошлого, в связи с тем, что длительное время существования народа воспринимается в качестве свидетельства его достоинства.
Реинтерпретация и фальсификация истории является важной составляющей частью любого национализма. Исторические мифы национализма включают, в частности, миф об исключительной древности этноса и миф об автохтонности и древней империи. Националистическая историография обычно стремятся доказать автохтонность «своего» этноса, «извечное» присутствие этого народа на современной территории. Эти претензии нередко выступают в противоречие с другой тенденцией национализма — идеей, что народ в древности владел масштабными территориями и обладал огромной империей.
Попытки удревнения и героизации «своих» историй могут привести к «конфликту памяти».

## Развитие идей
Одним из культурных оснований идентичности в рамках европейской интеллектуальной и политической элиты являлся троянский миф, который в течение столетий актуализировался в разных формах и менялся от космогонического мифа до идеологического. Элитарные слои Европы конструировали этногенетические мифы и генеалогии, возводящие происхождение европейских народов к спасшимся жителям Трои. Ранее Нового времени символом древности политического образования являлась древность царствующего рода. В отношении данных «родословных» французский историк Этьен Паскье в середине XVI века писал: «удивительно, как каждая нация считает большой честью для себя вести свое происхождение от разрушения Трои. Римляне в этой связи считают своим основателем Энея, французы — Франкиона, турки — Туркуса, британцы — Брута… Как будто Троя была питомником благородных мужей, которые должны были обеспечивать происхождение всех других стран».
Любой народ, признающий Священное писание, имел возможность возводить свои корни к глубокой древности — ко временам разделения «языков» (народов) при строительстве Вавилонской башни, однако немногие народы Европы могли напрямую увязывать свою историю с Ближним Востоком. Они могли считать себя потомками сыновей Ноя, но при посредстве специальных учёных генеалогий. Такая генеалогия в отношении славян представлена в древнерусской «Повести временных лет». Князь Владимир Святославич мог сопоставляться в «Повести временных лет» с Константином Великим и библейским Соломоном, но его род не возводился к римскому императору или к библейскому царю. Отсутствие Руси в древней истории путём древнерусской христианской экзегезы становилось особым достоинством «нового народа», что отражено в «Слове о законе и благодати» и «Повести временных лет».
Новые генеалогии, которые создавались для монархических династий, при их кажущейся примитивности, отражали новый подход к истории. По выражению А. М. Панченко, «если прежде история определяла судьбу человека», то в канун Нового времени «человек предъявил свои права на историю, попытался овладеть ею». Ещё во второй половине XII века польский хронист Винцентий Кадлубек прославлял польских правителей, которые, по его словам, одерживали победы над Александром, Юлием Цезарем и скифами. Западнославянская средневековая традиция, знакомая с латинской хронографией, по образу библейской легенды о трёх сыновьях Ноя создала книжную легенду о трёх братьях: Лехе (первенце), Русе и Чехе (Великопольская хроника XIV века) — предках славянских народов, которые происходили из Паннонии и были потомками Пана и некоего Слава, а те, в свою очередь, потомками библейского Иафета («Великая хроника»). Чешская, а затем также польская историография XV—XVII веков включала представления об особом месте славянского мира в античности. Утверждалось, что славяне не были покорены Александром Македонским, и завоеватель должен был признать их власть на севере Европейского континента от Ледовитого океана до Итальянского региона, выдав им грамоту, «привилегию» («Грамота Александра Македонского славянам»). С XV века был известен латинский архетип этой «грамоты». Была создана сарматская теория происхождения славян, которая использовалась для обоснования претензий Москвы или Речи Посполитой.

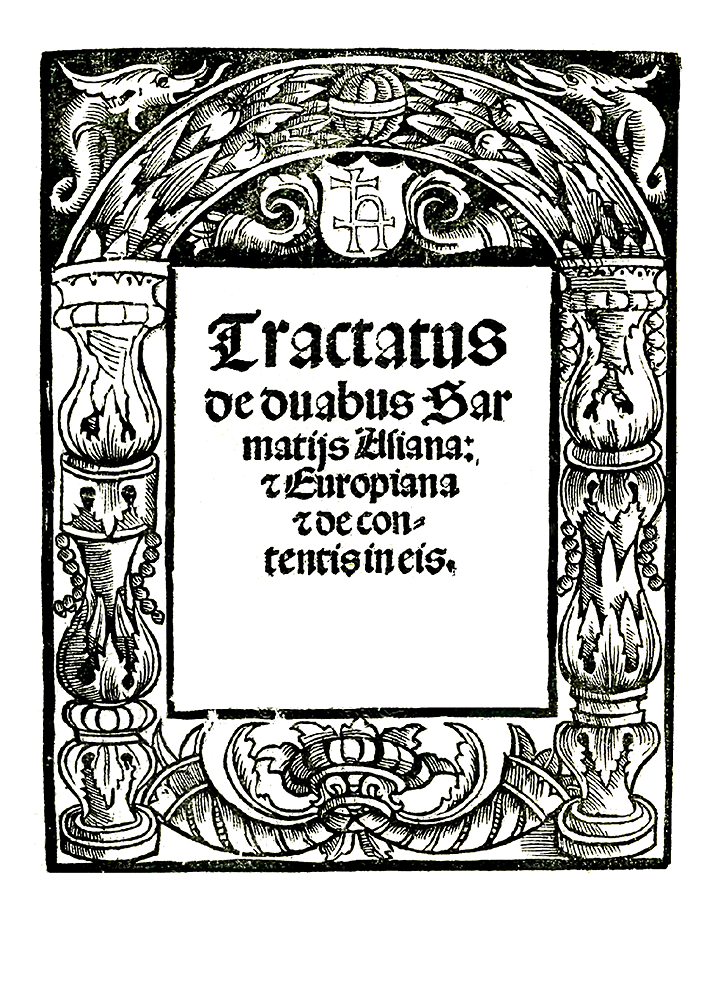
«Трактат о двух Сарматиях» Матвея Меховского

Немецкий историк и богослов начала XVI века Альберт Кранц сближал немцев и славян, но считал германцев прародителями последних. Польский историк начала XVI века Матвей Меховский в «Трактате о двух Сарматиях» отождествил Руссию с Роксоланией и писал о Литве: «Старинные историки, рассказывая о древности, говорят, что некие италийцы, оставив Италию из-за несогласия с римлянами, пришли в землю Литовскую и дали ей имя родины — Италия, а людям — название италы; у позднейших земля стала называться, с приставкой буквы л в начале, Литалия, а народ литалы».
Уже в средневековой историографии, в особенности в польской, получили распространение конструкции, призванные продемонстрировать, по меньшей мере, римскую древность славянской государственности; в московской Руси в этом русле в начале XVI века было создано «Сказание о князьях Владимирских». Эти конструкции были восприняты Иннокентием Гизелем и отражены в Синопсисе 1674 года, частично В. Н. Татищевым и М. В. Ломоносовым. В русском летописании и политической литературе XVI века, в том числе в «Сказании о князьях Владимирских», под влиянием польской историографии Рюрик был представлен как потомок римского императора Августа и выходец из Пруссии, а сказание о нём было объединено с новгородской традицией о первом посаднике Гостомысле. Трактат послужил идеологическим фоном для венчания Ивана Грозного как первого русского царя. Безосновательность генеалогических претензий Ивана Грозного вызывала неприятие уже у авторов того периода. Историографическая парадигма сменились в конце Средневековья: русь — «новый народ» литературы периода Киевской Руси должен был стать древним, «античным», восходящим, по меньшей мере, ко времени, когда народы Восточной Европы приняли участие в событиях всемирной истории — к скифской (скифо-сарматской) эпохе.
Сравнительно ранним текстом, составленным не позднее начала 1640-х годов, который соединил идеи древности «славеноросского народа», мотив прародителей разных народов — потомков Ноя и «грамоту Александра», было «Сказание о Словене и Русе», новгородское по происхождению легендарно-историческое сочинение. В «Повести временных лет» начала XII века Северное Причерноморье, в котором расселяются славяне, потомки библейского Иафета, вслед за византийской и античной традицией именуется Великой Скифией («си вси звахуться от грекъ Великая Скуфь»). Это именование дало возможность составителю «Сказания о Словене и Русе» объявить прародителей средневековых народов Восточной Европы — братьев Словена, Руса, Болгара (предка волжских болгар), Комана (предка куманов-половцев), Истера и хозар — принадлежащими к роду Скифа, правнука Иафета. Конструкция «Сказания о Словене и Русе» и его датировки противоречат историческим реалиям; скифская эпоха относится к 1-му тысячелетию до н. э., а в Сказании Словен и Рус перемещаются со своими народами на север Восточной Европы из-за распрей между потомками Скифа в 2409 году до н. э. Историографические концепции, связывающие славян со скифами, имеют позднесредневековое происхождение и сохранялись до XX века (Любор Нидерле, Б. А. Рыбаков и др.). Уже хорватский историк XVII века Юрий Крижанич призывал отвергнуть постыдные «басни» «придворных баятелей» о скифском происхождении славян, об Александровой грамоте и Гостомысле, «не искать славы в лживых и всеми народами осмеянных и оплеванных баснях о роде Августа».
Одновременно со «Сказанием о Словене и Русе» была создана сходная по замыслу Повесть о Мосохе, сочинение о сыне Иафета Мосохе (библейском Мешехе), который сразу после Вавилонского столпотворения ушёл на север. Там он сделал остановку на реке, названной по его имени Москвой, и «народил московитов от своего имени». Потомками этих «московитов» была разрушена Троя; основана Венеция; они стали первыми насельниками «Римской области», этрусками, русский язык которых впоследствии «извратился»; они пленили Филиппа, отца Александра Македонского; завоевали Рим и стали его владыками ещё до того, как на Рим пришли готы и др. Хотя «един московский народ» населил почти всю Европу, это, «аще и разны имяны, но вси един московский народ»; «истинный же столп языка славянского в Московстей земли».
Попытки удревнить историю славян продолжались, в особенности в официозной историографии начиная с Патриаршего летописного свода 1652 года и Синопсиса 1674 года и позднее при создании фальсификатов — от текстов Александра Сулакадзева до «Велесовой книги».
В XVIII веке начинается процесс «изобретения наций» и их истории, в который включаются представления о «народных традициях» и «исторических корнях». В этих версиях мифические герои Троянской войны в роли «прародителей» сменяются древними племенами и государствами. Историография XVIII—XIX веков в основном оставалась политической; национально-государственной историографией принимались в расчёт прежде всего все государственно-политические образования, когда-либо располагавшиеся на нынешней территории. Так, уже в первой половине XIX века в истории Франции была включена история таких государств, как Бургундия, Нормандия, империя Карла Великого и Франкские королевства. Взгляды на этнические корни нации создавали различные фантастические анахронизмы. Так, в работе «Что такое нация?» (1882) Эрнеста Ренана утверждалось: «Уже в X в. все обитатели Франции были французами Идея различия рас в населении Франции абсолютно исчезла вместе с французскими писателями и поэтами эпохи Гуго Капета». Только в начале XX века Поль Видаль де ла Блаш, критикуя «национализацию» прошлого, ставит вопрос: «Является ли Франция географической реальностью?».
«Изобретение наций» оказало влияние также на самоидентификацию правящих династий. В Европе члены династических семей нередко управляли разными, часто враждующими, государствами. Бенедикт Андерсон писал, что к середине XIX века «в силу быстро растущего во всей Европе престижа национальной идеи, в евро-средиземноморских монархиях наметилась отчётливая тенденция постепенно склоняться к манящей национальной идентификации. Романовы открыли, что они великороссы, Ганноверы — что они англичане, Гогенцоллерны — что они немцы, а их кузены с несколько большими затруднениями превращались в румын, греков и т. д.». Изменился также подход к предкам царствующих фамилий. В династических представлениях мифические персонажи были заменены более реальными властителями прошлого, которым, однако, стала присваивалась «правильная» национальность. Одним из наиболее ярких примеров является вопрос об этнической принадлежности первых русских князей; полемика по поводу этого вопроса была названа историком В. О. Ключевским «симптомом общественной патологии».
Авторы славянской школы заявляли о расселении славян на огромных территориях и в глубокой древности, для чего славяне отождествлялись ими с различными народами, такими как троянцы, скифы, сарматы, роксоланы, готы, гунны, варяги, этруски и др. Истоки этих взглядов восходят к началу русской историографии, к Синопсису, имевшему большую популярность в России со второй половины XVII до начала XIX века, и рассматриваемому русскими интеллектуалам как наиболее основательный источник сведений по вопросам древнерусской истории и происхождения славян. Идеи славянской школы были вскоре опровергнуты наукой. В методологическом плане эти идеи не соответствуют современной науке. Вместе с тем они ставили новые проблемы и открывали новые направления исследований. Однако последователи первых представителей этого направления постепенно отходили всё дальше от магистрального пути развития науки, опираясь на этноцентристские идеи. Историк В. И. Пичета (1923) характеризовал эту школу как «сильную своим национально-патриотическим шовинизмом, но весьма далекую от настоящей науки». Позднее идеи славянской школы использовались авторами славяно-арийского мифа.
У истоков славянской школы находились Михаил Ломоносов и ряд славянских просветителей начала XIX века, которых мотивировало стремление «восстановить справедливость», доказав, что славяне были такими же древними и цивилизованными, как народы Западной Европы и имеют право на равное с западными народами место в мировой истории и мировом сообществе. Ломоносов прилагал усилия, чтобы обнаружить «дальную древность славенского народа». Ломоносов был последователем «сарматской теории» происхождения славян. «Дальная древность» и сарматская теория требовались для обоснования имперских исторических претензий. В широком расселении славян в Европе Ломоносов усматривал грядущие границы Российской империи. Ломоносов использовал сведения Синописа и писал о родстве русских с роксоланами и сарматами. Он также выводил древнейших славян («венедов») из Трои. Отрицая скандинавское происхождение названия «русь», авторы славянской школы стремились найти его истоки на самых различных земля и во все эпохи. Ломоносов воспроизвёл версию Степенной книги XVI века о происхождении Рюрика из пруссов, которые, по этой версии, находились в родстве с римскими императорами. Ломоносовым впервые была высказана идея исконной связи русов с островом Рюген. Ломоносов выступил против немецкой концепции становления Русского государства в середине XVIII века, в период когда в российской науке и государственном аппарате имелось существенное немецкое влияние. Идеи Ломоносова отражали настроения «русской партии», недовольной «немецким засильем».
Другими представителями славянской школы были Юрий Венелин и Зориан Доленга-Ходаковский, деятельность которых приходилась на 1820—1830-е годы. Оба были выходцами из славянских народов, столкнувшимися с «чужеземным гнётом». Венелин считал, что к славянам принадлежали скифы, сарматы и тюрки, и писал о подвигах «славянского» вождя Аттилы. Он стремился доказать, что славяне являются одним из древнейших народов Европы, и писал о «гунно-аваро-хазарской державе», называя её «царством русского народа». С Венелина началась также идея отождествления этрусков со славянами и приоритета их письменности.
По разным причинам авторы славянской школы обращались к славянской дохристианской эпохе. Ломоносов стремился доказать случайность и незначительность варяжского эпизода в русской истории, считая что русская государственность возникла до варягов, и имелись длительные традиции высокой культуры, которая сложилась помимо внешних влияний. Долейга-Ходаковский утверждал, что история и цивилизация славян обладают глубокими дохристианскими корнями, и славяне составляют особый культурный мир. Он первым попытался детально охарактеризовать образ жизни и духовную культуры славян-язычников. Венелин вначале ставил задачу пробуждения самосознания болгарского народа, для чего он стремился доказать существование великой болгарской предыстории и касался вопросов древнего славянского единства.
Российская императрица Екатерина II интересовалась древней славянской историей и рассматривала как «славянскую» топонимику Испании, Франции, Шотландии, Индии и Америки. По её мнению, ранние короли Франции и Испании по происхождению были славянами. Екатерина первой писала, что этрусские и рунические памятники связаны с «древним славянским письмом». Затем она пришла к идее, что славяне трижды завоевывали Европу от Дона до Швеции и Англии.
В конце 1830-х — 1840-х годах в борьбе с немецкой историографией идеи этого направления развивались одним из основоположников славянофильства Алексеем Хомяковым, который доказывал принадлежность славян к индоевропейцам. Это представление как таковое получило научные подтверждения, в отличие от конкретных аргументов Хомякова, который считал следами древних славян все географические названия, как-либо сближающиеся им с венедами/вендами, и утверждал, что славяне были расселены по всей первобытной Европе от Волги до Франции и Голландии. Славян он представлял одним из важнейших компонентов многих народов Европы (вандалов, готов, кельтов, этрусков и др.). Трою он считал славянской землёй и связывал с ней, а не с римским императором Траяном «века Траяновы» в «Слове о полку Игореве». Славян-венедов Хомяков отождествлял с ванами скандинавской мифологии, которых он размещал на Кавказ, в Иране и у границ Китая. Колыбель «ванов» он располагал в междуречье Оксуса (Амударьи) и Яксарта (Сырдарьи), и писал, что в старину «свободно и легко гуляло слово славянское от Бактрии до оконечностей Галлии».
Особым авторитетом у авторов «славяно-арийского мифа» пользуется Егор Классен, который находил славян на многих территориях и во многие эпохи. По его мнению, славяне обитали у Балтийского моря 4 тысячи лет назад, русы героически защищали Трою, жили в Аравии эпохи царя Соломона, в начале н. э. существовала «Великая Россия». Со славянами им отождествлялись почти все народы Геродотовой Скифии, начиная с самих скифов, а русские связывались с этрусками. Он писал, что уже 4 тысячи лет назад венеды обладали грамотой, и называл все рунические письмена славянскими. Санскрит Классен отождествлял со славянским языком, парсов относил к славянам. В целом он не выдвинул новых идей, а скомпилировал представления Ломоносова, Шлегеля, Венелина, Хомякова и ряд других авторов. Эти авторы предпринимали попытки сформулировать методические приёмы работы и опираться на них при анализе источников, однако Классен этого не делал. Его труд имел идеологическую цель предоставить моральную компенсацию за поражение в Крымской войне, стремясь продемонстрировать исторические «преимущества» русских перед другими народами, доказать их особое политическое место в мире. Классен не имел авторитета ни у своих современников, ни у специалистов последующих поколений.
Одним из поздних авторов славянской школы был историк Дмитрий Иловайский, рассматривавший скифов как «германо-славяно-литовскую» ветвь индоевропейской или «арийской» семьи, преобладающим среди которых было славянское население. Отождествление скифов со славянами во второй половине XIX века имело политический смысл, связанный с колонизацией Центральной Азии, а скифская генеалогия могла бы оправдать её «возвращением на земли предков». Вслед за Хомяковым Иловайский считал, что «века Траяни» в «Слове о полку Игореве» относятся к событиям Троянской войны. Иловайский был активным противником норманской теории, связывая термин «русь» с гипотетической Азово-Черноморской Русью, где, по его мнению, обитали «славяне-роксоланы». По научным данным роксоланы были ираноязычным племенем, о чём было известно уже специалистам, современникам Иловайского. К славянам он причислял и Ахиллеса. На рубеже XIX—XX веков, пытаясь найти древнейшие корни славян в Восточной Европе некоторые археологи, такие как Д. Я. Самоквасов (1908), И. Е. Забелин (1908), также обратились к скифским и сарматским древностям, отождествляя скифов и сарматов с предками славян. Результатом этой тенденции стало бурное развитие скифо-сарматской археологии, но для изучения ранней истории славян это направление было тупиковым. Сторонником отождествления западных скифов («скифов-пахарей») со славянами был историк академик А. С. Лаппо-Данилевский (1887). «Славянская школа» имела некоторое распространение вплоть до Первой мировой войны, но была маргинальна.
Если нацистский идеолог Альфред Розенберг относил этрусков к вредоносным «азиатам», тогда как ряд русских авторов стремятся связать их с «русскими арийцами».
В Новое и Новейшее время в оккультизме, теософии Елены Блаватской и среди сторонников арийского мифа получила распространение псевдонаучная идея о Гиперборее как прародине нынешнего человечества, «белой», «арийской» или «нордической расы» или конкретного народа.
В советское время историк академик Б. А. Рыбаков писал о многотысячелетней истории славян, начиная по меньшей мере с бронзового века. Он поддерживал идею глубокой автохтонности славянского населения, связывая с ним трипольскую культуру. Ареалом этногенеза славян считал территорию от Среднего Поднепровья до Одера. Он был сторонником антинорманизма; писал об особом значении Среднего Поднепровья в формировании Русского государства, относя его истоки к VI—VII векам. При этом он продлял историю русской культуры и государственности на 5—7 тысяч лет. Также Рыбаков предпринимал попытки реконструировать и систематизировать славянские языческие представления и ритуалы как в древнейшую эпоху, так и в период Киевской Руси. Методика исследований Рыбакова неоднократно подвергалась критике со стороны научного сообщества. Многие учёные не согласны с его историческими и археологическими построениями.
Арийский миф представляет собой дискурс, который включает как представления о предках, так и проекты будущего переустройства общества. Арийский миф мог использоваться для оправдания колониализма как «цивилизаторской миссии», направленной на просвещение «варваров», в то время как местные противники колониализма и активисты национально-освободительного движения могли прибегать к его помощи в ином ключе. В ранний период они могли разделять миграционную гипотезу, но при этом связывали своих предков с колонизаторами с целью показать, что, во-первых, по своей культуре и цивилизаторским способностям их предки не уступали нынешним колонизаторам или даже находились с ними в близком родстве, во-вторых, местное население не должно рассматриваться в качестве «варваров» и имеет полное право на самостоятельное развитие. После получения колонией независимости такая концепция неизбежно требовала переосмысления, поскольку для своей легитимации национальное государство было заинтересовано в опоре на принцип автохтонности. Утверждалось, что основное население является коренным, что связано с идеей исторического права на территорию проживания. В числе вариантов обоснования подобных идей арийский миф создавал привлекательный образ могущественных предков. При этом, чтобы связать себя с «арийскими» предками, последних объявляли автохтонами. Исконным центром объявлялся данный регион или государство. Так, для ряда современных индусских фундаменталистов такой прародиной служит Северная Индия, русские националисты помещают её в Приполярье («Гиперборея-Арктида») или на Южном Урале (Аркаим, Страна городов), а бывший археолог Ю. А. Шилов, любитель «альтернативной науки», отождествил с Украиной («государство Аратта»), . Если в период колониализма образы арийского мифа отличались однозначностью, то в новейшее время, в эпоху нового расцвета этнонационализма они становятся многообразны и находятся в прямой зависимости от идентичности своих авторов и интерпретаторов. Это вызывает непрекращающиеся споры о том, кому именно должно принадлежать «арийское наследие», играющее роль символического капитала, призванного усилить позиции каждой из сторон.
Многие авторы в рамках славянского неоязычества удревняют историю славян и русских. Так, Юрий Петухов писал о 12 тысячелетиях «подлинной истории русского народа», Александр Асов (2000) из «священных книг» получил сведения «о двадцати тысячах лет, в течение которых рождалась, гибла и вновь возрождалась Русь». Инглиисты начинают свою родословную из 100-тысячелетнего прошлого. Согласно русской «Ригведе» В. М. Кандыбы, «арийский» праотец славян Орий переселился на Землю из космоса за 18 миллионов лет до н. э.
Во многих постсоветских странах наблюдается рост научного и общественного интереса к поиску истоков национальной государственности. Негативную роль в этом процессе играет мифологизация, а в ряде случаев также фальсификации национальной истории в политических целях. Конструирование этноцентристских нарративов приводит к их столкновению между собой, поскольку стремление к удревнению национальной истории, апелляции к «золотому веку» народа в глубокой древности провоцирует конфликты в постсоветских странах. Одним из распространённых вариантов этих «войн памяти» являются споры о том, какой этнос или нация имеют больше оснований для включения в свой исторический канон империи древности, прославленного завоевателя или известного деятеля культуры. Так, в Закавказье наблюдается спор за статус страны с самой древней государственной традицией между Арменией и Азербайджаном. Историк культуры и антрополог С. А. Ушакин назвал этот подход к прошлому «археологией достоинства» и отметил попытки постсоветских государств акцентировать внимание на том периоде прошлого, в том числе мифологическом, когда нация не только не была колонизирована, но напротив сама выступала в качестве строителя могущественной империи. Он указал на компенсирующую функцию «зова предков» и «тяги в прошлое».
Миф об исключительной древности этноса распространён в корейской среде. Корейцы хорошо знакомы с формулой «пятитысячелетняя история Кореи», которая стала стандартной, и воспроизводится совершенно автоматически. В действительности, первые протокорейские государства возникли в III—IV веках н. э. Возраст в пять тысяч лет взят из позднего сочинения XII века, содержащего древнекорейский миф о Тангуне, согласно которому Хванун, сын Небесного Владыки, спускается на землю и женится на медведице, превращённой в женщину. Их сын, Тангун становится первым правителем государства Чосон. В результате сомнительных расчетов, опиравшихся на китайскую хронологию, приход Тангуна к власти отнесён к 2333 году до н. э. В самом начале XX века миф о Тангуне был воспринят ранними корейскими националистами. Чудесная составляющая не принималась всерьёз, но дата основания вошла в националистический дискурс, в том числе по той причине, что она вдвое превосходила официально признанный и также фантастический возраст японской монархии.
В плане автохтонности северокорейские и южнокорейские националисты разделились. В КНДР объявлено, что Корея была одной из колыбелей человечества, а корейцы всегда жили на своей нынешней территории. Изучение родственных связей корейского языка в Северной Корее запрещено. Утверждается, что родственных языков у корейского не может быть. В Южной Корее, напротив, националистами были восприняты выводы иностранных лингвистов об отдаленном родстве корейского и алтайских языков, что даёт националистам повод для имперских притязаний большого масштаба. К примеру, в книге Кеннета Ли, вышедшей в США, корейцами названы все алтайские народы Дальнего Востока — чжурчжени, тунгусы, кидани; «корейским племенем» именуются маньчжуры, представленные как подгруппа корейского племени тунгусов, в результате чего Цинская империя становится, по сути, корейской. Такой подход даёт возможность изобразить «корейскими» все дальневосточные кочевые империи. Некоторые ультранационалисты заявляют, что в глубокой древности вся территория Восточной Азии принадлежала корейским владыкам, и именно корейцы дали цивилизацию Китаю, создали иероглифическую письменность и т. д.

## История города
Удревнение города обычно имеет инициируется или поддерживается местными властями и общественностью.
Юбилейные торжества русского средневековья не имели такого масштабного характера, как в настоящее время, поскольку соответствующих свидетельств в исторических источниках нет. В Новое и Новейшее время идея юбилея стала одной из основных для инструментализации исторической памяти. В имперский период истории России и в советское время юбилеи, как правило, аргументировались. Как в имперское, так и в советское время основным цензором, который не допускал легализацию таких фальсификаций, являлось государство. Однако фальсификация городских юбилеев имела место в историографической традиции уже с XIX века.
С начала 1990-х годов приобрели распространение празднования юбилеев городов, даты которых вызывают возражения историков. Основной тенденцией является удревнение даты основания города. Мотивацией является получение местными властями дополнительного финансирования, что рассматривается как положительное явление для развития города. Отдельные историки призваны обеспечить видимость достоверности выбранной даты. Явление положительно влияет также на местный патриотизм. В постсоветский период идеологическая функция государства существенно ослабла, его заменили церковные и общественные организации, которые, однако, в большинстве случаев не смогли взять на себя роль цензоров. Напротив, эти структуры и движения, которые должны выступить против фальсификатов, становятся их сторонниками, а в ряде и авторами самих фальсификаций.